# Ґай Дойчер
Ґай Дойчер (івр. גיא דויטשר, англ. Guy Deutscher; нар. 1969, Тель-Авів) — ізраїльський лінгвіст, автор книг з мовознавства. Фахівець з історичної  та етнолінгвістики. 

## Біографія
Навчався в Кембриджському університеті де отримав бакалаврський ступінь з математики, а пізніше  докторський ступінь з мовознавства.
Почесний співробітник Манчестерського університета, професор на кафедрі культури Давнього Межиріччя Лейденського університета.  
Батько Альми Дойчер — композиторки та музикантки.

## Книги
- Guy Deutscher. Syntactic Change in Akkadian: the evolution of sentential complementation. — Оксфорд : Oxford University Press, 2000. — ISBN 9780198299882.
- Guy Deutscher. The Unfolding of Language: an evolutionary tour of mankind's greatest invention. — Нью-Йорк : Metropolitan Books, 2005. — ISBN 9780805079074.
- Guy Deutscher. Through the Language Glass: why the world looks different in other languages. — Нью-Йорк : Henry Holt and Company, 2010. — ISBN 9780805081954.